# Donnerstags im Café unter den Kirschbäumen
Donnerstags im Café unter den Kirschbäumen (Originaltitel: 木曜日にはココアを Mokuyōbi ni wa kokoa wo ) ist ein Roman von Michiko Aoyama. Er erschien erstmals 2017. Die deutschsprachige Übersetzung erschien 2024.

## Inhalt
Die Handlung des Romans besteht aus zwölf Episoden. Sie spielt sich teilweise in Tokio und teilweise in Sydney ab.

### Braun – Tokio
Die erste Episode spielt sich in einem Café in Tokio ab. Ein Universitätsabsolvent nimmt in Ermangelung anderer Berufsaussichten eine Stelle in einem Café an. Dort trifft er eine junge Frau, die immer Kakao bestellt und an ihrem Tisch Briefe schreibt. Rasch verliebt er sich in sie, traut sich aber nicht, ihr seine Liebe zu gestehen. Eines Tages verschüttet er den Kakao beim Servieren, wodurch sich ein Fleck von der Form eines Herzens bildet, was beide amüsiert.

### Gelb – Tokio
Die Geschichte handelt von einer anderen Cafébesucherin, die zusammen mit ihrem Mann und dem fünfjährigen Sohn Takumi in Tokio lebt. Eines Tages kündigt ihr Mann seine Stelle in einer Werbeagentur, um sich dem Malen von Trompe-l’œil-Gemälden zu widmen. Als er nach einer Galerie sucht, in der er seine Bilder ausstellen kann, ist seine Frau zunächst skeptisch, danach finden sie allerdings zusammen ein seriöses Angebot.

### Rosa – Tokio
Ena arbeitet in einer Kindertagesstätte. Sie ist in ihren Beruf verliebt, allerdings werden ihre lackierten Fingernägel zum Problem, da dies nicht zum Bild, das sich die Gesellschaft von einer Erzieherin macht, zusammenpasst. Während sie den Nagellack entfernt, informiert sie sich im Internet über das australische Work-and-Study-Visum.

### Blau – Tokio
Im Café, in dem inzwischen die Gemälde, die in der zweiten Episode beschrieben worden sind, ausgestellt sind, trifft sich Risa mit ihrer Freundin Yasuko. Sie plant ihre bevorstehende Hochzeit und erinnert sich noch an den Kinderreim der Something Four aus dem Englischunterricht. Wegen dieses Reims hat ihr ihre Freundin auch eine blaue Unterhose aus einem Dessousladen gekauft. Am Ende der Episode schickt Risa Yasuko eine Ansichtskarte aus Sydney.

### Rot – Sydney
Risa besucht mit ihrem Mann den Zoo in Sydney. Dort fasziniert die beiden vor allem das Giraffengehege. In Sydney treffen sie auch ein anderes japanisches Ehepaar, das dort seine goldene Hochzeit feiert und sie überlegen, was si in fünfzig Jahren machen werden. In Sydney lesen sie auch die Zeitschrift Canvas, ein Magazin für Auslandsjapaner.

### Grau – Sydney
In Sydney kommen die beiden japanischen Ehepaare miteinander ins Gespräch und das ältere Ehepaar erzählt von seiner Tochter Pi, die in Tokio einen Dessousladen betreibt. Risa wendet ein, das dieses Geschäft ganz in der Nähe ihres Stammcafés liege. Außerdem probieren sie den australischen Brotaufstrich Vegemite, der mit seinem süß-bitteren Geschmack eine Metapher für das Leben sein könnte.

### Grün – Sydney
Die Japanerin You gibt dem Canvas-Magazin ein Interview. Dort berichtet sie über ihre Erfahrungen mit dem Work-and-Study-Visum und ihrer Absicht, nach Australien zu reisen, um dort viele grüne Farbeindrücke für ihre Bilder zu sammeln.

### Orange – Sydney
Ralph betreibt in Sydney eine Sandwichbude, die bald als Orangen Imbiss bekannt wird. Auf eine Frage an seine Freundin Cindy, was ihre Lieblingsfarbe sei, antwortet sie, es sei Türkis, da diese Farbe so geheimnisvoll sei. In diesem Moment wird der Sandwichladen von der Abendsonne in ein oranges Licht getaucht.

### Türkis – Sydney
Cindy beschreibt ihre Kindheit und wie sie ihre Vorliebe für die Farbe Türkis entwickelt hat. Sie hatte damals viel Kontakt mit japanischen Kindern, von denen sie meinte, dass sie zaubern könnten. Für den japanischen Namen Mizuiro (Farbe des Wassers) für Türkis gibt es kein entsprechendes englisches Äquivalent, weshalb sie gerade diese Farbe faszinierte.

### Schwarz – Sydney
Die Japanerin Atsuko hat sich schon als Kind für die englische Sprache begeistert und daher auch eine Brieffreundschaft mit Grace begonnen, die sei nach dem Ende ihrer Schulzeit fortführte. Sie ist auch eine gute Bekannte der Inhaberin des Dessousgeschäfts Pi und dem Cafébetreiber in Tokio. Zurzeit hält sie sich wieder in Sydney auf.

### Lila – Sydney
Die Australierin Mary pflegt eine Brieffreundschaft mit einer Japanerin, Mako, obwohl sie selbst Australien noch nie verlassen hat. Eines Tages fällt ihr der Umschlag mit dem Sakura-Motiv auf, der ihr während eines langen Klinikaufenthalts Kraft gibt. Danach kommt Mary Mako in Japan besuchen.

### Weiß – Tokio
Mako schreibt im Café einen Liebesbrief an den Kellner, der ihr regelmäßig den Kakao bringt. Sie mag an ihm seine charmante Art und die Weise, wie er das Wort Kakao ausspricht. Mako erwähnt auch, dass sie im Café, das ein Ruhepol in der hektischen Großstadt ist, Briefe an ihre Freundin Mary in Australien schreibt. Zum Schluss der Episode übergibt Mako den Brief an den Kellner.

## Kritik
„Es ist ein Buch, das der Leserschaft ans Herz geht. Die Geschichten in diesem Buch sind so miteinander verwoben, dass es am Ende ein wunderbares, rundes Gesamtbild ergibt.
Obwohl die Einblicke jeweils nur kurz sind, bieten sie doch genug, um sich gut einfühlen zu können. Ein guter Roman muss nicht immer so sehr in die Tiefe gehen. Dieser hier ist so schnell gelesen und hallt dennoch noch lange nach.“

## Ausgaben
- Michiko Aoyama: Donnerstags im Café unter den Kirschbäumen. Aus dem Japanischen übersetzt von Sabine Mangold, Rowohlt Verlag, Hamburg 2024, ISBN 978-3-463-00064-0.